# Тромбара, Джакомо
Джакомо (Яков Антонович) Тромбара (итал. Giacomo Trombara; 24 марта 1741, Парма — 23 февраля 1811, Санкт-Петербург) — итальянский и российский архитектор.

## Биография
В 1775 году Тромбара участвовал в конкурсе, организованном Академией Святого Луки, по проектированию виллы, в центре которой должен был быть возведен величественный дворец с элегантными постройками для именитой особы и его знатного семейства, и выиграл его ex aequo совместно с Филиппо Николетти и Джузеппе Буччарелли.
В 1779 году по поручению императрицы Екатерины II Джакомо Тромбара был нанят Иоганном Фридрихом Раффенштайном, бывшим в то время представителем в Риме Императорской Академии художеств, вместе с архитектором Джакомо Кваренги, и в том же году они прибыли ко двору в Санкт-Петербург . В 1779 году Дж. Тромбара был принят на службу в Кабинет Её Величества. Считался одним из ведущих зодчих Санкт-Петербурга. В 1794 году за проект моста через Неву получил звание академика архитектуры. Но в этом же году был уволен со службы, далее работал во многих городах России, проектировал и строил усадебный дом в Архангельском, сотрудничал с архитектором Н. А. Львовым.

## Работы
- Егерский двор на Царскосельской дороге (Петербург)[2]
- Проект Конюшенного двора (Петербург)[2]
- Проект каменного моста через Неву (Петербург)[2]
- Церковь и здание городской больницы на набережной Черного озера (Казань)[5]